# LNER-Klasse A4
Die Klasse A4 der britischen London and North Eastern Railway (LNER) sind Schnellzugdampflokomotiven mit der Achsfolge 2'C1' (Pacific). Die mit der Lokomotive Mallard dieser Baureihe am 3. Juli 1938 gemessenen 201,2 km/h gelten bis heute als offizieller Geschwindigkeitsweltrekord für Dampflokomotiven.

## Entstehungsgeschichte

### Zugmaschinen für den „Silver Jubilee“
Im Jahre 1935 wurde von der LNER zwischen London und Newcastle upon Tyne eine neue Schnellverkehrs-Zugverbindung eingerichtet, die anlässlich des 25. Thronjubiläums von König Georg V. unter dem Namen „Silver Jubilee“ eingeführt wurde.
Für diesen speziellen Zug wurde zunächst der Einsatz von Hochgeschwindigkeits-Diesellokomotiven diskutiert. Bedenken bestanden jedoch, weil hierzu noch unerprobte Motoren hätten eingesetzt werden müssen. Nachdem jedoch der bereits mit der Konstruktion der LNER-Klasse A3 hervorgetretene Konstrukteur Nigel Gresley einen Betrieb mit entsprechenden Dampflokomotiven gewährleistet gesehen hatte, entschied man sich für diese.
Es wurden zunächst vier Lokomotiven beschafft, die baulich auf der Klasse A3 basierten. Sie waren stromlinienförmig verkleidet und wurden als Klasse A4 bezeichnet. Wie die neu konstruierten Wagen dieses Zuges erhielten auch sie eine silberne Farbgebung. Der Zug war ebenfalls von Sir Nigel Gresley entworfen worden. Er bestand aus zweiteiligen Gelenkwagen mit jeweils einem gemeinsamen Jakobs-Drehgestell.
Die Lokomotiven bewährten sich auf Anhieb. Bereits drei Wochen nach Inbetriebnahme erreichte der Prototyp bei einer Versuchsfahrt mit einem 235 t schweren Zug eine Geschwindigkeit von 181 km/h. Auf dieser Fahrt wurde auch eine 69 km lange Strecke mit einem Schnitt von 100 mph (161 km/h) durchfahren.
Der „Silver Jubilee“ war ebenso ein Erfolg wie seine Lokomotiven, und in den Jahren 1936 bis 1938 folgten daraufhin weitere 31 Exemplare. Zunächst hatten diese nachbeschafften Maschinen – wie auch die A3 und andere Schnellzuglokomotiven der LNER – eine grüne Farbgebung; nach der Einführung eines „Coronation“ (Krönung) genannten Zuges mit blauem Anstrich wurden alle A4s jedoch entsprechend umlackiert.

### Nummerierung
Die ersten vier A4 erhielten die Nummern 2509–2512. Die ab 1936 gebauten Fahrzeuge erhielten in drei Gruppen die Nummern 4462–4469, 4482–4500 und 4900–4903.
1946 gab man den 34 Lokomotiven (eine hatte den Krieg nicht überstanden) neue Nummern zwischen 1 und 34, die aber nicht in der gleichen Reihenfolge wie die ursprünglichen Nummern vergeben wurden. So war die Nummer 1 die ursprüngliche Nummer 4500, während die erste A4, die ursprüngliche Nummer 2509, die Nummer 14 erhielt.
Bei der Verstaatlichung der Eisenbahngesellschaften zur British Railways im Jahr 1948 erhielten die Lokomotiven die neuen Betriebsnummern 60001–60034, wobei die Reihenfolge diesmal beibehalten wurde.

### Namensgebung

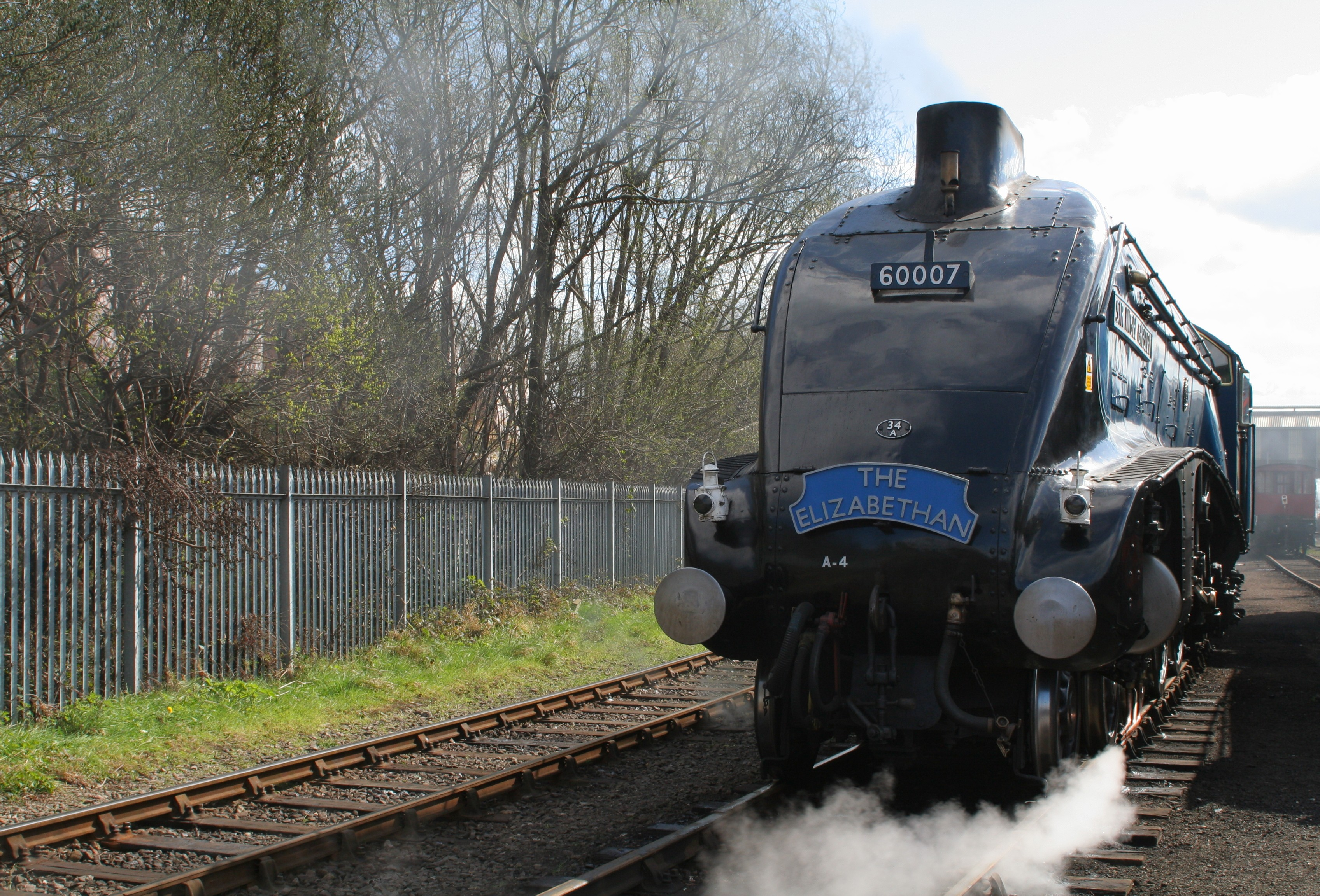
Die charakteristisch geformte Front der Sir Nigel Gresley

Wie in Großbritannien weit verbreitet, erhielten alle Lokomotiven Eigennamen, die auf Schildern an der Lok angebracht waren. Die vier ersten Lokomotiven erhielten Namen, die zum Zugnamen passten: Silver Link, Quicksilver, Silver King und Silver Fox. Die folgenden Lokomotiven wurden größtenteils nach Vogelarten benannt.
Vierzehn der Maschinen wurden im Laufe der Zeit umbenannt; dabei erhielten sie meist Namen von verdienten Persönlichkeiten. Die Lokomotive Nr. 4498 trug jedoch von Anfang an zu Ehren ihres Konstrukteurs den Namen Sir Nigel Gresley. Es war die 100. nach seinen Plänen gebaute Pacific-Lokomotive.
Der Name Sir Ralph Wedgwood (nach einem langjährigen Leiter der LNER) wurde zweimal vergeben: 1939 erhielt ihn die Nr. 4469, die bis dahin den Namen Gadwall getragen hatte. Nachdem diese Lokomotive im Krieg zerstört worden war, gab man den Namen 1944 der Nr. 4466 (bis dahin Herring Gull).

## Konstruktion

### Bauart
Die A4 ist eine Einrahmen-Dampflokomotive mit der Achsfolge 2’C1’, eine Bauart, die sich schon seit Anfang des 20. Jahrhunderts als für Schnellzuglokomotiven besonders geeignet erwiesen hatte. Der Kessel war mit einem Überhitzer für den Heißdampf-Betrieb ausgestattet, die Radsätze wurden von drei Dampfzylindern angetrieben, wobei die Kolbenstange des mittig unter der vorderen Rauchkammer platzierten Zylinders die als Kropfachse ausgebildete erste Treibachse antrieb. Die Außenzylinder arbeiteten auf die Kurbelzapfen der Räder der zweiten Treibachse. Für die Versorgung mit Brennstoff und Wasser wurde ein Schlepptender mitgeführt.
Die A4 hatten die gleichen Hauptabmessungen wie die Klasse A3, unterschieden sich von diesen jedoch vor allem äußerlich durch die unverwechselbare Form ihrer Stromlinienverkleidung. Gegenüber der Klasse A3 wurden auch einige Details geändert; so hat die A4 einen höheren Kesseldruck, etwas optimierte Dampfwege mit größeren Ventilöffnungen, sowie eine Verbrennungskammer.
Wegen des höheren Kesseldrucks konnten die Zylinderdurchmesser etwas reduziert werden, was wiederum zur Verringerung der hin- und herbewegten Massen und damit zu einer erhöhten Laufruhe führte. Mit diesen Maßnahmen konnte die Leistung von etwa 2250 PS auf über 2700 PS gesteigert werden.

### Steuerung
Die A4 ist wie die A3 mit der sogenannten Gresley-Steuerung ausgestattet, bei der die Bewegung des Schiebers des Innenzylinders über ein vor den Zylindern liegendes Gestänge aus den Bewegungen der außenliegenden Schieber abgeleitet wird. Diese Bauweise hat den Vorteil, dass auf ein schlecht zugängliches drittes Steuerungsgestänge zwischen den Rädern verzichtet werden konnte. Dem stand jedoch der Nachteil gegenüber, dass der Mittelzylinder bei abgenutzten und leicht ausgeschlagenen Lagern etwas mehr Dampfzufuhr als die Außenzylinder erhielt. Bei höheren Geschwindigkeiten war daher das höher belastete mittlere Treibstangenlager der A4 in höherem Maße anfällig für Heißläufer.

### Stangen- und Achslager
Für hohe Rad-Drehzahlen wie sie bei der A4 vorgesehen waren, hatten sich inzwischen die von der deutschen FAG Kugelfischer AG entwickelten Pendelrollenlager als hervorragend geeignet gezeigt. Wegen der angespannten politischen Lage dieser Zeit verzichteten die englischen Konstrukteure jedoch auf den Einsatz dieser deutschen Produkte und bauten konventionelle Gleitlager ein, die jedoch eher zur Überhitzung bei sehr schnellen Fahrten neigten. Da solche Heißläufer oft erst erkennbar waren, wenn der Schaden schon eingetreten war, brachte man in den Lagern in kleinen Bohrungen Glasröhrchen mit einer unangenehm riechenden Flüssigkeit an. Diese sollten bei einer überkritischen Temperatur platzen, und die verdampfende Flüssigkeit freisetzen. Der dabei entstehende Geruch sollte den Führerstand erreichen und den Lokomotivführer zur Reduzierung der Geschwindigkeit veranlassen.

### Tender
Die A4 waren wie die A3 mit einem vierachsigen Schlepptender ausgerüstet. Dessen Radachsen waren nicht in Drehgestellen, sondern fest im Rahmen gelagert. Das Fassungsvermögen betrug 9 t Kohle und 22,7 m³ Wasser. Die Wassermenge reichte im Prinzip nicht für die vorgesehenen langen Fahrstrecken aus, jedoch waren die dafür vorgesehenen Tender, wie schon bei früheren Lokomotiven der LNER, mit einer Wasserschöpfvorrichtung ausgestattet. Mit dieser konnte während der Fahrt Wasser aus längs zwischen den Schienen verlaufenden Trögen aufgenommen werden.
Wie auch bei der A3 waren einige Tender mit einem „Corridor“ genannten Seitengang ausgerüstet, der einen Personalwechsel während der Fahrt und damit auch die Nonstop-Fahrten auf der langen Strecke zwischen London und Edinburgh erlaubte. Insgesamt gab es für die A4 sieben verschiedene Tenderbauarten mit und ohne Seitengang, die sich aber äußerlich kaum voneinander unterschieden. Die Tender mit Seitengang waren lediglich an dem Faltenbalg-Übergang auf der Rückseite erkennbar.

## Der offizielle Weltrekord derMallard

### Rekordfahrt

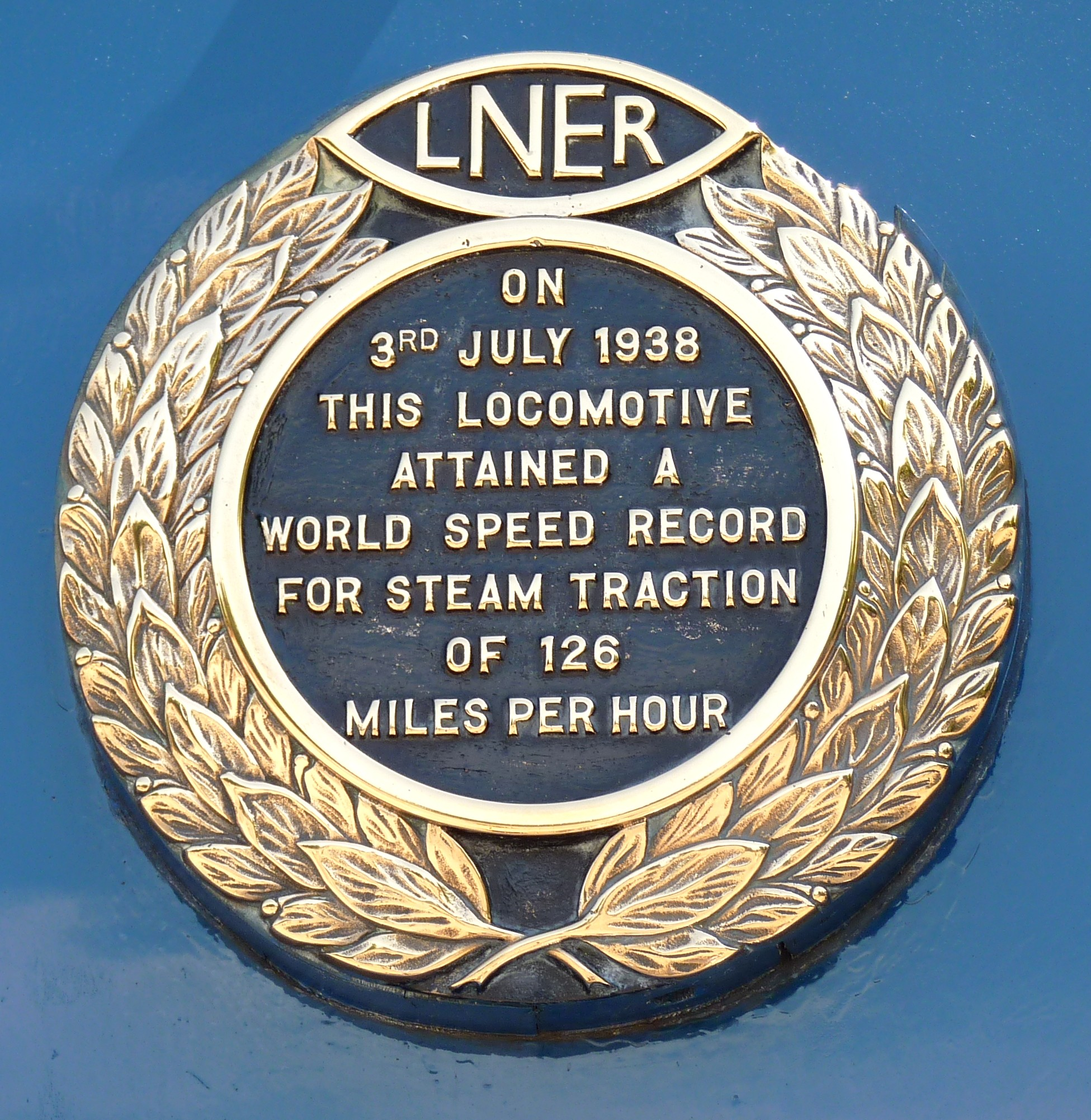
Die Schnellfahrt-Gedächtnisplakette an der Mallard

Die Lokomotive Nr. 4468 (Mallard, englische Bezeichnung für Stockente), war als erste der Klasse A4 mit einer leistungssteigernden Kylchap-Saugzuganlage mit Doppelschornstein ausgestattet. Sie erreichte am 3. Juli 1938 mit einem 244 t schweren Zug (inklusive der Lok) eine Geschwindigkeit von 125 mph (201,2 km/h). Manche Quellen geben auch 126 mph (202,8 km/h) an, doch selbst Gresley bezweifelte diesen Wert, weil er nur für einen kurzen Moment aufgezeichnet wurde und wahrscheinlich nur ein erschütterungsbedingter Messgeräte-Ausschlag war. Der zwei Jahre früher aufgestellte Rekord der deutschen 05 002 (200,4 km/h über mehrere Kilometer gefahrener Strecke) schien damit aus Sicht der Engländer jedoch in jedem Fall überboten.
Die Mallard war bei ihrem Rekord seit fünf Monaten in Diensten, war also gut eingefahren, aber noch nicht übermäßig verschlissen. Als Lokführer wurde Joseph Duddington ausgewählt, ein Mann, der innerhalb der LNER für das Eingehen kalkulierter Risiken bekannt war, und als Heizer fuhr Thomas Bray auf der Maschine. Die Strecke bei Stoke Bank hat eine Neigung von 1:178 bis 1:200. Die Mallard lief über den vorigen Hügel mit sechs Sitzwagen plus einem Messwagen mit 75 mph (121 km/h) und begann auf der Neigung zu beschleunigen.
Die Geschwindigkeiten am Ende jeder Meile (1,609 km) wurden aufgezeichnet mit 87½, 96½, 104, 107, 111½, 116 und 119 mph (141, 155, 167, 172, 179, 187 und 192 km/h); die Halbmeilen-Zwischenwerte ergaben 120¾, 122½, 123, 124¼ und schließlich 125 mph (194, 197, 198, 200 und 201 km/h). Die mit einem Instrument aufgezeichnete Geschwindigkeit erreichte einen Momentan-Maximalwert von 126 mph (202,8 km/h) auf einer abschüssigen Strecke.

### Diskussion des Rekords

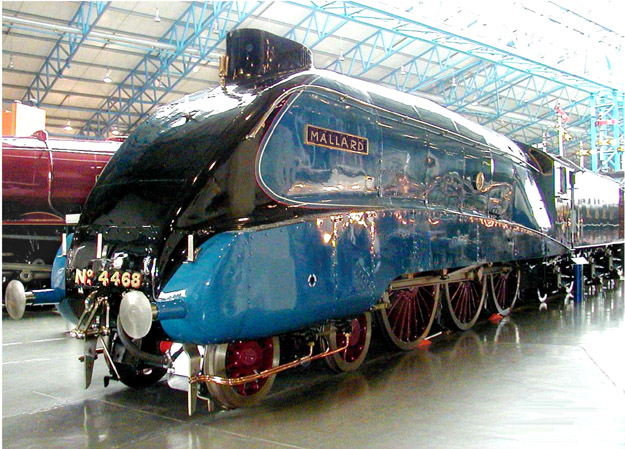
Die Mallard im National Railway Museum in York

Der Rekord ist oft in Frage gestellt worden, weil er auf einer leicht abschüssigen Strecke erreicht wurde, weil die Lokomotive den Rekordversuch mit einem heißgelaufenen Treibstangenlager nicht unbeschädigt überstand und weil die Geschwindigkeitsmessungen nicht über jeden Zweifel erhaben sind, sodass die offiziellen Geschwindigkeitsangaben höchstwahrscheinlich zu hoch liegen. Die deutsche 05 002 fuhr dagegen ihren Rekord auf einem ebenen längeren Streckenabschnitt und war bei der Fahrt noch nicht an ihrer Leistungsgrenze; zudem sind die Geschwindigkeitsmessungen für ihre Rekordfahrt zuverlässig dokumentiert. Die 200,4 km/h der 05 002 dürfte die Mallard möglicherweise erreicht haben.
Es bestehen wenig Zweifel daran, dass einige Dampflokomotiven in den USA „inoffiziell“ schneller gefahren sind. Die größte und leistungsfähigste Schnellzugdampflokomotive überhaupt, die Klasse S1 der Pennsylvania Railroad (PRR), soll in den 1940er Jahren beim Einfahren von Verspätungen Geschwindigkeiten bis zu 227 km/h erreicht und über längere Strecken gehalten haben. Auch die der Klasse A der Chicago, Milwaukee, St. Paul & Pacific Railroad nachgesagten Geschwindigkeiten von bis zu 209 km/h erscheinen angesichts der Leistung und Konstruktion dieser Stromlinienlokomotiven plausibel. Rechnerisch waren sie von der Leistung zu Gewicht dazu in der Lage.
In den USA gelten oft 127,1 mph (204,5 km/h) als die höchste je von einer Dampflokomotive erreichte Geschwindigkeit. Diese soll schon 1905 von einer Atlantic der Klasse E2 der PRR erreicht worden sein. Fachleute bezweifeln die damals stolz veröffentlichten Angaben der PRR jedoch, weil die Lokomotive rechnerisch die erforderliche Leistung nicht hätte aufbringen können.

### Nachkriegsrekord
Eine weitere A4, die Sir Nigel Gresley, hat die schnellste Fahrt einer britischen Dampflokomotive nach dem Zweiten Weltkrieg absolviert. Am 23. Mai 1959 erreichte sie eine Geschwindigkeit von 112 mph (180,2 km/h). Diese Leistung wurde 1972 von der allerdings wesentlich moderneren deutschen 18 201 knapp überboten.

## Verbleib

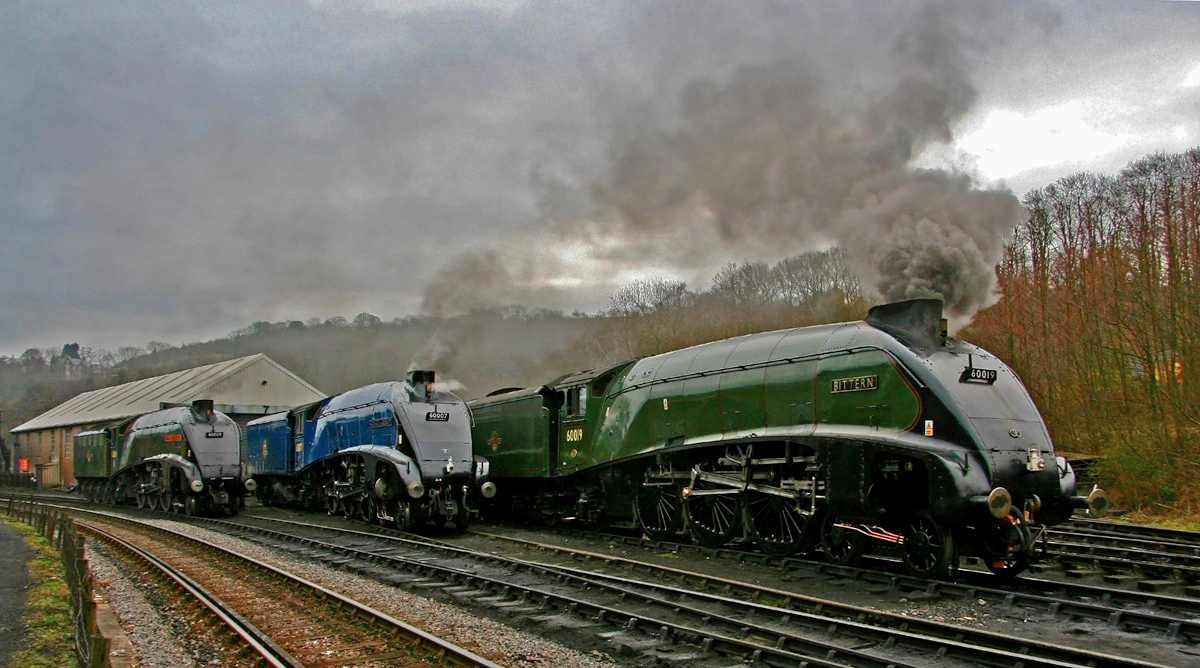
60009 Union of South Africa, 60007 Sir Nigel Gresley und 60019 Bittern in Grosmont am 4. April 2008

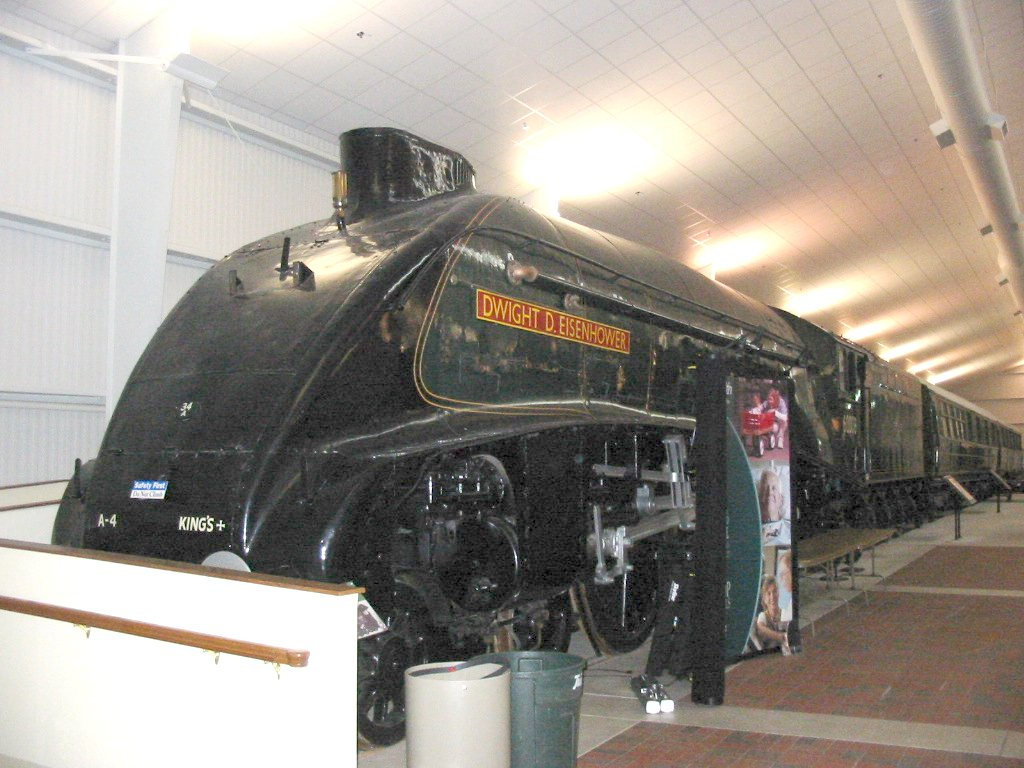
Die Dwight D. Eisenhower im National Railroad Museum (2004)

Eine der A4-Lokomotiven, die Nr. 4469 (Sir Ralph Wedgwood), wurde im Zweiten Weltkrieg durch einen Bombentreffer schwer beschädigt und ausgemustert. Die übrigen 34 Lokomotiven kamen zu den British Railways.
Während die Stromlinienverkleidungen der deutschen Schnellfahrlokomotiven nach dem Krieg entfernt wurden, um die Wartung zu vereinfachen, behielten die A4 ihre Verkleidung bis auf die entfernte Abdeckung des Triebwerks und der Treibräder. In dieser Form und mit einer schwarz-grünen Lackierung waren sie bis in die 1960er Jahre im Einsatz.
Die Mallard wurde 1963 ausgemustert und in den Ursprungszustand versetzt, wobei die Verkleidung wieder vervollständigt wurde und sie auch wieder die blaue Originallackierung und ihre LNER-Nummer 4468 erhielt. Sie kam zunächst in das Clapham-Eisenbahnmuseum in London und steht heute im National Railway Museum in York. Nach Restaurierung startete Mallard am 9. Juli 1986 von York aus zu einer kurzen Museumslok-Karriere, die sie u. a. kurz nach Ostern 1987 auch auf die Nebenbahn von York über Harrogate nach Leeds führte. Derzeit ist die Maschine nicht betriebsfähig.
Einschließlich der Mallard sind heute noch sechs A4 erhalten, vier davon in Großbritannien, von denen drei betriebsfähig sind. Neben der Mallard sind dies die Sir Nigel Gresley (LNER 4498, BR 60007), die Union of South Africa (LNER 4488, BR 60009) und die Bittern (LNER 4464, BR 60019). Die letzteren beiden fahren in der grünen Farbgebung der British Railways; die Sir Nigel Gresley ist blau lackiert, jedoch abweichend von der Mallard und mit der Betriebsnummer der BR.
Die Dwight D. Eisenhower (LNER 4496, BR 60008) und die Dominion of Canada (LNER 4489, BR 60010) wurden nach Übersee gebracht und stehen im National Railroad Museum in den USA bzw. im Exporail Museum in Kanada. Für die Ausstellung der A4 in York kamen beide 2013 wieder aus Nordamerika zurück, wurden aufgearbeitet und ausgestellt.